# Riella paulsenii
Riella paulsenii là một loài rêu trong họ Riellaceae. Loài này được Porsild mô tả khoa học đầu tiên.